# Zdzisław Bombera
Zdzisław Tadeusz Bombera (ur. 18 grudnia 1932 w Trzeszczanach, zm. 17 stycznia 2022) – polski ekonomista, profesor nauk ekonomicznych, nauczyciel akademicki wielu uczelni, rektor Wyższej Szkoły Ekonomicznej w Stalowej Woli, specjalności naukowe: etyka gospodarcza, teoria myśli ekonomicznej.

## Życiorys
W 1950 ukończył Liceum im. Stanisława Staszica w Hrubieszowie, w 1955 studia na Wydziale Przemysłu Wyższej Szkoły Ekonomicznej we Wrocławiu. Następnie podjął pracę na macierzystej uczelni i w 1962 uzyskał tam stopień doktora nauk społecznych.
Następnie pracował na Politechnice Warszawskiej, jako adiunkt, później docent w Instytucie Nauk Społeczno-Ekonomicznych, gdzie był kierownikiem Zakładu Funkcjonowania Gospodarki, w Akademii Nauk Społecznych w Warszawie, gdzie był dyrektorem Instytutu Ekonomii Politycznej. W 1978 uzyskał stopień doktora habilitowanego. W 1982 nadano mu tytuł profesora nadzwyczajnego nauk ekonomicznych.
Pracował także w Międzynarodowym Instytucie Problemów Ekonomicznych Światowego Systemu Socjalistycznego RWPG w Moskwie, gdzie w latach 1987–1990 kierował Wydziałem Teorii Ekonomii.
Pracował także w Wyższej Szkole Ekonomicznej w Warszawie, gdzie w latach 1994–1997 był dziekanem Wydziału Nauk Ekonomicznych, a od 2002 pełnił funkcję prorektora, Wyższej Szkole Zarządzania Personelem oraz Wyższej Szkole Ekonomicznej w Stalowej Woli (pierwotnie w Nisku), gdzie pełnił funkcję rektora (1997–2002).
Wypromował 15 doktorów.
W 1993 startował bez sukcesu w wyborach do Sejmu, z listy Sojuszu Lewicy Demokratycznej. W wyborach samorządowych w kolejnym roku bez powodzenia ubiegał się z listy Polskiej Partii Socjalistycznej o mandat radnego gminy Warszawa-Centrum.
Był odznaczony Krzyżem Kawalerskim i Krzyżem Oficerskim Orderu Odrodzenia Polski.